# Speaking in Tongues (album de Talking Heads)
Pour les articles homonymes, voir Speaking in Tongues.
Albums de Talking Heads
The Name of This Band Is Talking Heads
(1982) Stop Making Sense
(1984)
Singles
1. Burning Down the House
Sortie : 1983
2. This Must Be the Place (Naive Melody)
Sortie : 1983

Speaking in Tongues est le cinquième album studio de Talking Heads, sorti le 31 mai 1983.
L'album s'est classé 15e au Billboard 200 et 55e au Top R&B/Hip-Hop Albums et a été certifié disque de platine par la Recording Industry Association of America (RIAA) le 17 septembre 1985.
En 1989, Rolling Stone l'a classé à la 54e places des « 100 meilleurs albums des années 1980 » et en 2012, Slant Magazine à la 89e place de sa propre liste des « 100 meilleurs albums des années 1980 ».

## Liste des titres
Toutes les chansons sont écrites et composées par David Byrne, Chris Frantz, Jerry Harrison et Tina Weymouth.
| No | Titre                                 | Durée |
| -- | ------------------------------------- | ----- |
| 1. | Burning Down the House                | 4:01  |
| 2. | Making Flippy Floppy                  | 4:34  |
| 3. | Girlfriend Is Better                  | 4:22  |
| 4. | Slippery People                       | 3:31  |
| 5. | I Get Wild/Wild Gravity               | 4:07  |
| 6. | Swamp                                 | 5:12  |
| 7. | Moon Rocks                            | 5:03  |
| 8. | Pull Up the Roots                     | 5:08  |
| 9. | This Must Be the Place (Naive Melody) | 4:53  |

| 10. | Two Note Swivel (Unfinished Outtake)       | 5:51 |
| 11. | Burning Down the House (Alternate Version) | 5:09 |

## Personnel

### Musiciens
- David Byrne : voix, guitare, basse, claviers, percussions
- Jerry Harrison : claviers, guitare, chœurs
- Tina Weymouth : synthétiseur, claviers, basse, guitare, chœurs
- Chris Frantz : batterie, synthétiseur, chœurs

### Musiciens additionnels
- Wally Badarou : synthétiseur
- Raphael DeJesus : percussions
- Nona Hendryx : chœurs
- Richard Landry : saxophone
- Dolette McDonald : chœurs
- Steve Scales : percussions
- Shankar : violon
- David Van Tieghem : percussions
- Alex Weir : guitare
- Bernie Worrell : synthétiseur